# Ringleben (Bad Frankenhausen)

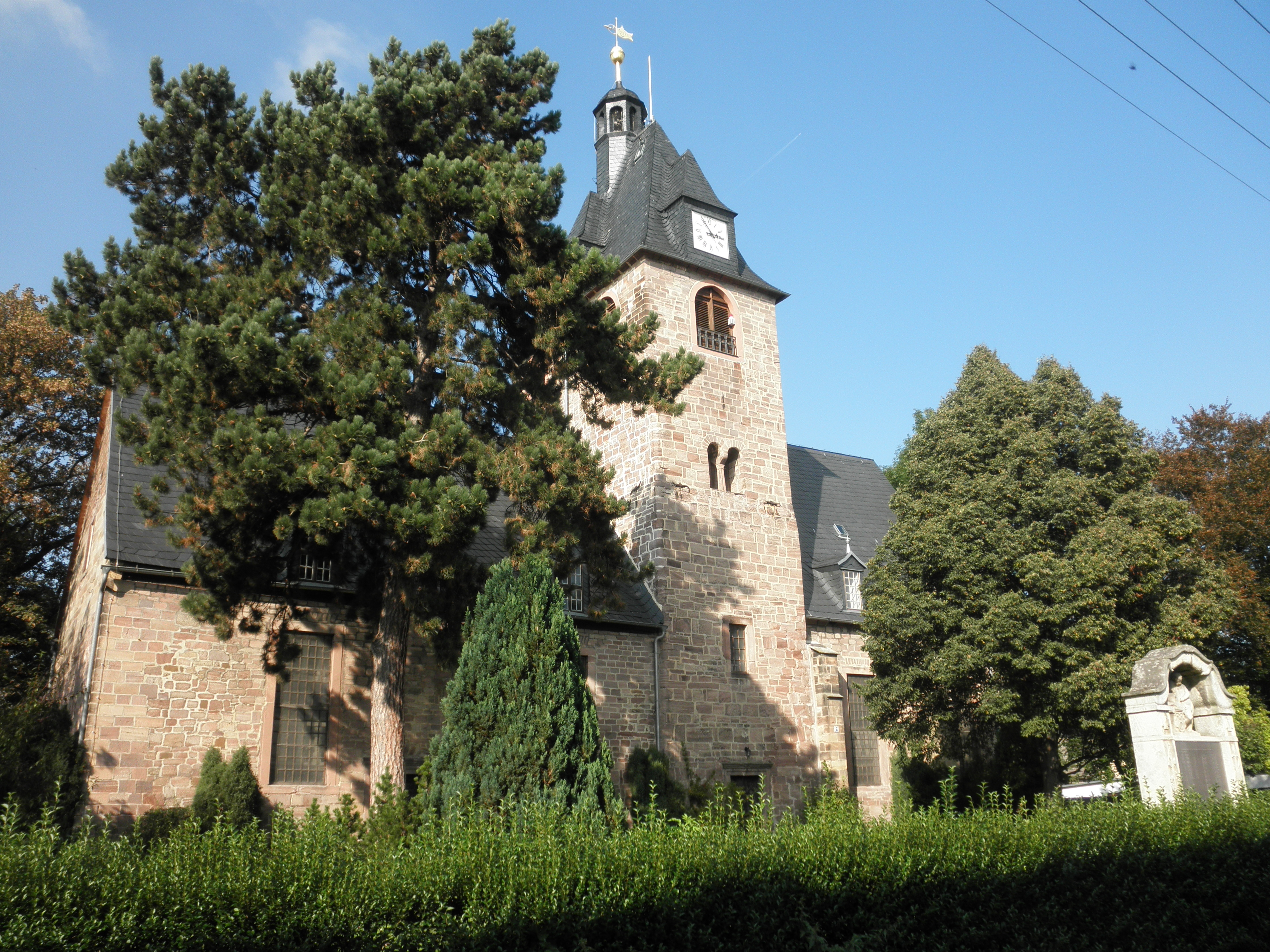
Kirche St. Valentin in Ringleben (2014)

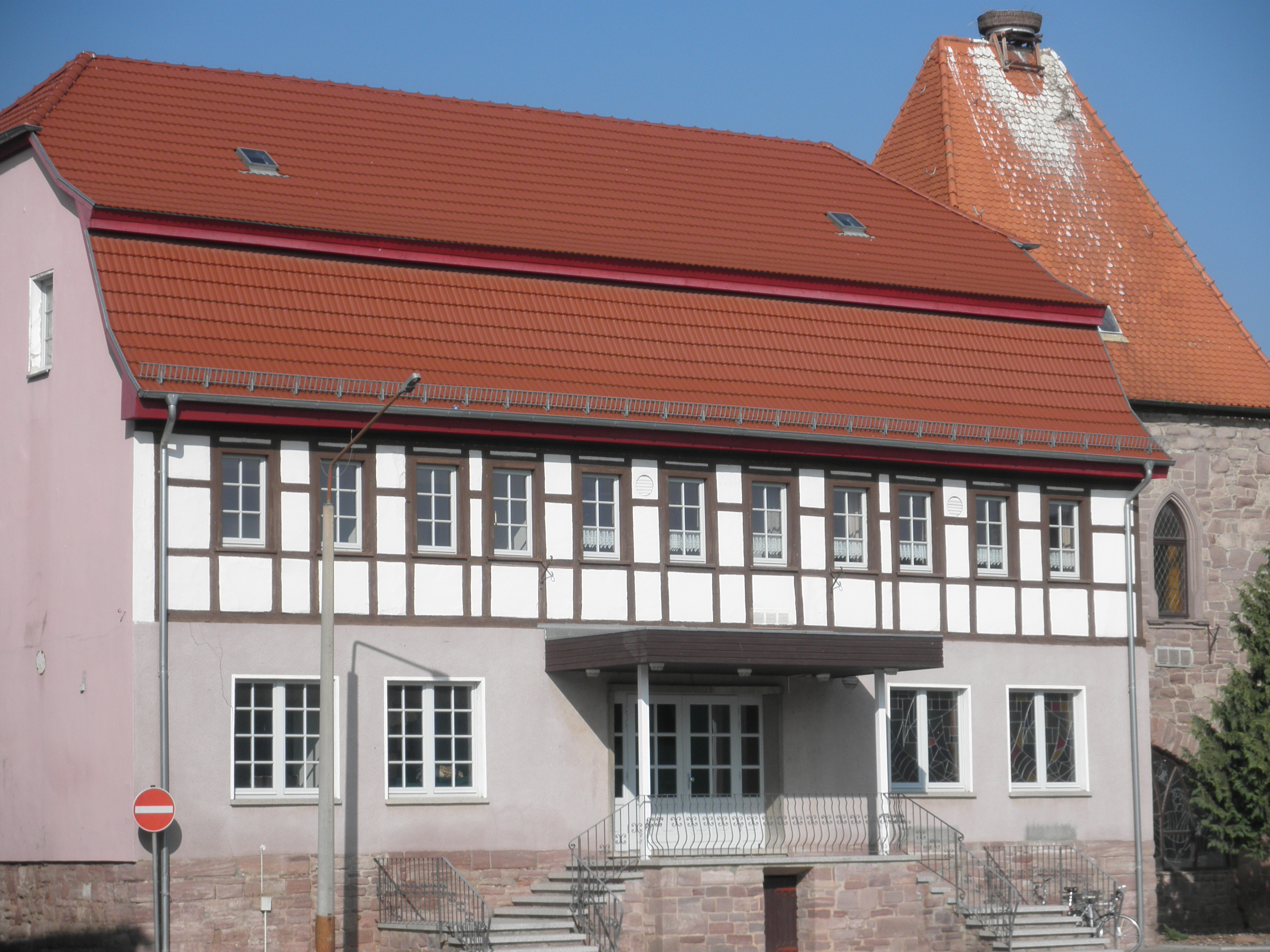
Fachwerkhaus in Ringleben

Ringleben ist ein Stadtteil von Bad Frankenhausen/Kyffhäuser im Osten des Kyffhäuserkreises in Thüringen (Deutschland).

## Geographie
Ringleben liegt zwischen dem breiten Tal der Unstrut und dem Kyffhäusergebirge in einem sehr fruchtbaren Gebiet, das auch Das Ried genannt wird. Landschaftlich treffen hier die Goldene Aue (nördlich vom Kyffhäuser gelegen) und die Diamantene Aue (südlich des Kyffhäuser gelegen) aufeinander. Die Stadt Artern ist 5 km entfernt, Bad Frankenhausen etwa 10 km und die sachsen-anhaltische Stadt Sangerhausen ca. 12 km.

## Geschichte
Die erste urkundliche Erwähnung Ringlebens (Rinkelebo) datiert bereits aus dem Jahre 786. Es wird vermutet, dass der Ort zu dem Zeitpunkt schon 400 Jahre existierte. Ringleben gehörte nacheinander den Grafen zu Stolberg, den Herren von Heldrungen sowie den Grafen von Schwarzburg. Bei Ringleben, das mit bewehrten Toren und Mauern ausgestattet war, befand sich eine Thingstätte. Hier wurde im 16. Jahrhundert Recht gesprochen. Die Gemeinde lag an der Kreuzung zweier alter Handels- und Heerwege (Heerstraße von Bad Frankenhausen nach Artern und Handelsstraße von Erfurt nach Lübeck). Bis 1918 gehörte der Ort zur Unterherrschaft des Fürstentums Schwarzburg-Rudolstadt.
Am 1. Januar 2019 wurde die Gemeinde Ringleben in die Stadt Bad Frankenhausen/Kyffhäuser eingegliedert. Die Gemeinde gehörte der Verwaltungsgemeinschaft Mittelzentrum Artern an.

### Einwohnerentwicklung
Entwicklung der Einwohnerzahl (31. Dezember):
| - 1994 – 1.208 - 1995 – 1.193 - 1996 – 1.178 - 1997 – 1.174 - 1998 – 1.169 - 1999 – 1.149 | - 2000 – 1.159 - 2001 – 1.119 - 2002 – 1.097 - 2003 – 1.070 - 2004 – 1.056 - 2005 – 1.047 | - 2006 – 1.033 - 2007 – 1.009 - 2008 – 0998 - 2009 – 0961 - 2010 – 0944 - 2011 – 0898 | - 2012 – 881 - 2013 – 846 - 2014 – 830 - 2015 – 819 - 2016 – 808 - 2017 – 828 |

Datenquelle: Thüringer Landesamt für Statistik

## Sehenswürdigkeiten
- Sankt-Valentins-Kirche im Übergangsstil von der Romanik zur Gotik
- barocke Grabdenkmale auf dem Kirchhof
- Schenktor (gotischer Turmbau mit spitzbögigem Tonnengewölbe)

## Verkehr
Ringleben liegt an der direkten Verbindungsstraße von Bad Frankenhausen nach Artern. Von diesen beiden Städten aus führen Bundesstraßen in alle Richtungen. 10 km nördlich gelangt man über den Autobahnanschluss Sangerhausen-West auf die Bundesautobahn 38. Die Bundesautobahn 71 überquert etwa 2 km östlich von Ringleben die Unstrut, die nächstgelegene Anschlussstelle ist Artern. Der nächste Bahnhof befindet sich ebenfalls in Artern an der Bahnstrecke Sangerhausen–Erfurt.

## Söhne und Töchter
- Friedrich Wilhelm Birenheide (1809–1893), evangelisch-lutherischer Pfarrer, Pädagoge und Lieddichter
- Adolf Frantz (1851–1908), Rechtswissenschaftler und Hochschullehrer